# Jan Niedoba
Jan Niedoba (19. října 1949, Bystřice nad Olší – 16. února 2021, Návsí) byl luterský pastor a biskup Luterské evangelické církve a. v. (LECAV) v České republice.
Dne 19. listopadu 1972 přijal ordinaci ve Slezské církve evangelické a. v. Od roku 1985 působil ve farním sboru v Bystřici. Po vzniku LECAV přešel do této církve, kde v letech 2000–2018 zastával úřad biskupa.
Spolupracoval s StB pod krycím jménem Patrik.
Byl ženat s Renatou, roz. Klimoszovou.